# 徐汝圭
徐汝圭（？—？），字德升，浙江淳安縣人。明朝政治人物。

## 生平
嘉靖四年（1525年）乙酉科浙江乡试举人，五年（1526年）联捷丙戌科三甲四十三名進士。授石首县知县，九年（1530年）十一年选授山西道試監察御史，十一年巡视边关，又巡按直隶。以事贬官，升兵部主事，进職方司郎中。嘉靖二十四年（1545年）陞山東按察司副使，備兵密雲、薊州。

## 家族
娶程氏（1498年-1532年），封孺人。